# Charlene McKenna
Pour les articles homonymes, voir McKenna.
Charlene McKenna est une actrice irlandaise née le 26 mars 1984 à Glaslough (Irlande).

## Filmographie
- 2005 : Breakfast on Pluto : Caroline Braden
- 2005 : Pure Mule (série télévisée) : Jennifer Jackson
- 2006 : Kitchen (TV) : Kirsty Dunne
- 2006 : Stew (série télévisée) : Various Characters
- 2006 : Middletown : Adele
- 2006 : The 18th Electricity Plan : Mia
- 2006 : The Tiger's Tail : Samantha
- 2006 : Small Engine Repair : Melanie
- 2007 : Coming Up (série télévisée) : Aisling
- 2007 : Social Work : Drew
- 2007 : Prosperity (série télévisée) : Natasha
- 2007 : The Old Curiosity Shop (en) de Brian Percival (TV) : The Marchioness
- 2008 : Raw (série télévisée) : Jojo
- 2008 : Whistleblower (série télévisée)
- 2008 : Single-Handed (en) (série télévisée) : Eilish
- 2008 : Dorothy (Dorothy Mills) : Mary McMahon
- 2008 : Porcelain : Annie
- 2011 : Merlin (série télévisée) : Lamia (Saison 4 Épisode 8)
- 2013 : Skins  (série télévisée) : Maddie  (Saison 7 Épisode 3 et 4)
- 2012 - 2014 : Ripper Street  (série télévisée) : Rose Erksine